# Maserati Karif
Der Maserati Karif war ein zweisitziger Sportwagen des italienischen Automobilherstellers Maserati, der von Anfang 1988 bis Frühjahr 1992 produziert wurde. Er entstammte dem Maserati-Baukasten und war Teil der Biturbo-Baureihe.

## Modellgeschichte
Der Karif wurde nach einem afrikanischen Wind benannt. Maserati kombinierte den kurzen Radstand und die Grundkarosserie des Maserati Biturbo Spyder mit einem fest montierten Dachaufbau. Die Karosserie war von Zagato in Mailand entworfen worden, in dessen Werkstätten der Karif ebenso wie der Biturbo Spyder auch gebaut wurde. Die Rohkarosserien für den Karif produzierte der Turiner Zulieferer OPAC.
Angetrieben wurde der Karif von Maseratis 2,8-Liter-V6 mit zwei Turboladern. Er leistete anfangs 210 kW (286 PS), später 184 kW (250 PS), mit Katalysator 165 kW (224 PS). Damit war der Karif 255 km/h (Katalysator-Version: 230 km/h) schnell und beschleunigte nach Werksangaben in 5,6 Sekunden von 0 auf 100 km/h. Spätere Messungen kamen auf eine Höchstgeschwindigkeit von 237 km/h und eine Beschleunigung von 0 auf 100 km/h in 6,7 Sekunden (Motor 16, 1989) bzw. 242 km/h und 6,8 Sekunden (Auto Motor und Sport). Das Fahrwerk des Karif galt als problematisch; angesichts des sehr kurzen Radstands stieß es nach Ansicht von Testern schnell an seine Grenzen. 
Zur Serienausstattung zählten ZF-Fünfganggetriebe, Selbstsperrdifferenzial, Vierrad-Scheibenbremsen. Die Innenausstattung war luxuriös gehalten und umfasste Alcantara/Lederbezüge, Klimaanlage, Walnussholzeinlagen und Lenkradkranz in Ulmenholz. 

Der Karif wurde auf dem Genfer Automobilsalon 1988 öffentlich vorgestellt. Der Maserati-Eigentümer Alejandro de Tomaso sah in dem Karif eine „diskrete Alternative zum Ferrari 308 und zum Porsche 911 Turbo“. Das Auto konnte allerdings die Erwartungen nicht erfüllen. Er blieb in der „ohnehin chaotischen Biturbo-Modellreihe ein Exot“. Bis 1990 entstanden je nach Quelle lediglich 220, 221 oder 222 Exemplare. Der Abverkauf der letzten Fahrzeuge dauerte bis in den Spätsommer 1992.

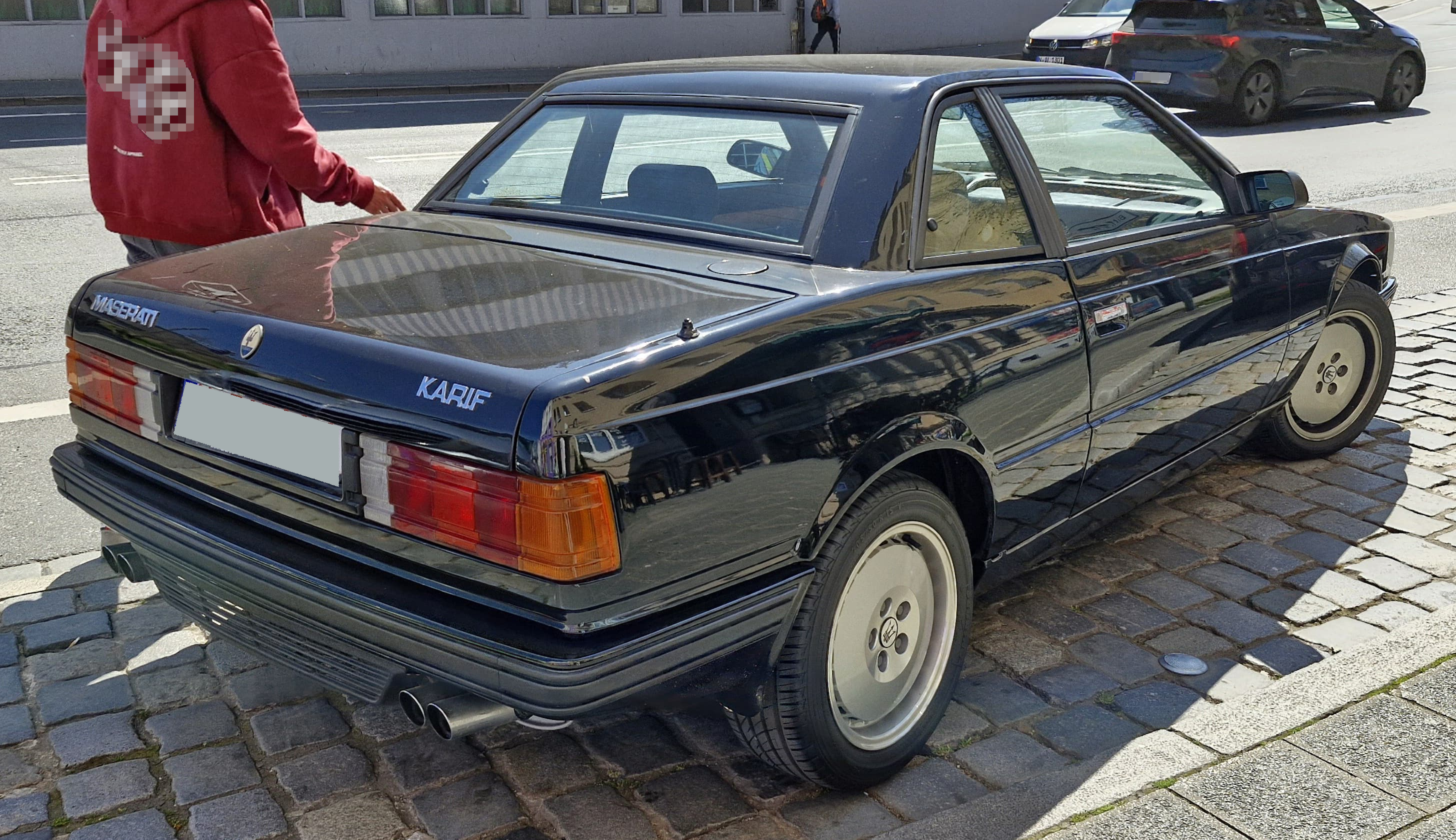
Heckansicht
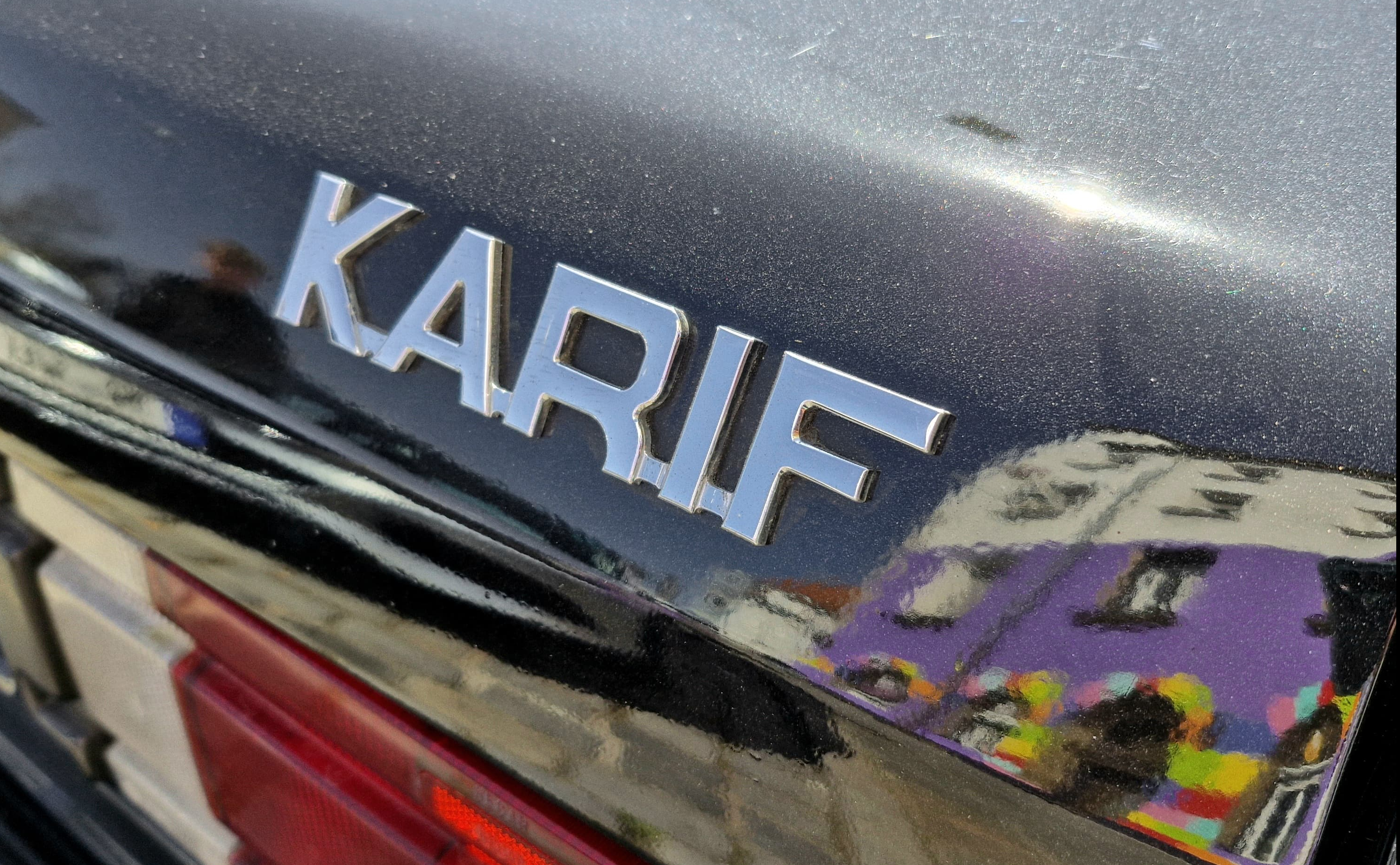
Logo